# 廣澤克實
廣澤克實（ 1962年4月10日 - ）為日本的棒球選手，出生於茨城県結城市。他曾效力於日本職棒阪神虎等隊伍，於2003年退休，生涯通算306支全壘打。